# Gueux
Gueux è un comune francese di 1 816 abitanti situato nel dipartimento della Marna nella regione del Grand Est.
Era sede del Circuito di Reims che, nella configurazione originaria, passava anche all'interno del paese.

## Società

### Evoluzione demografica
Abitanti censiti